# 東強電子
東強電子集團有限公司（除牌當時為0615.HK）-- 前香港主版上市公司，創辦於1986年，由香港商人潘嘉雄創立，主要業務生產鐳射、DVD產品技術。
本公司在2006年4月27日起暫停買賣，原因是被飛利浦向本公司追討作出巨額賠償，以致被法庭清盤。保華顧問之保國武與華焯琪以及富理誠之RoderickJohnSutton被委任為該公司共同及各別清盤人。
最後本公司因未能向港交所提交復牌建議，而根據《香港聯合交易所有限公司證券上市規則》條例第17條，裁定本公司在2008年3月14日於上午9時30分撤銷上市。

## 外部連結
- 东强遭巨额索赔DVD专利费 疑因曾起诉飞利浦 （页面存档备份，存于）
- 飞利浦正式向东强电子索赔6000万美元专利费[永久]
- 東強電子被委任清盤人[永久]